# Great Salt Lake Desert
Great Salt Lake Desert je rozsáhlé široké, rovinaté, neúrodné a neobdělávané území (playa), které vzniklo v průběhu posledních 15 tisíc let na místě jezera Bonneville. Nachází se na severu státu Utah, částečně zasahuje i na severovýchod Nevady, na západě Spojených států amerických. Leží jihozápadně od Velkého Solného jezera a západně od města Salt Lake City. Great Salt Lake Desert má délku 175 kilometrů a leží v nadmořské výšce 1 280 metrů. Povrch oblasti tvoří silná vrstva sedimentárních hornin, například jílovec, v nižších polohách jsou solné pláně. Velká část Great Salt Lake Desert je využívána jako vojenské cvičiště a není přístupná. Z východu na západu prochází územím silnice Interstate 80.